# カルヴィン対スミス
カルヴィン対スミス（カルヴィンたいスミス、Calvin v Smith）またはカルヴィン裁判（カルヴィンさいばん、Calvin's Case）は、17世紀初頭のイングランド王国の裁判。この裁判は形式的には土地所有権を巡る訴訟であったが、実質的にはスコットランド王国領内で生まれた者のイングランド王国における法的地位を明確にすることを意図した試訴であった。

## 背景
1603年、スコットランド国王ジェームズ6世がイングランド王国の王位を継承し、イングランド王国とスコットランド王国は同一の君主に支配される同君連合になった。数年後、同君連合成立後のスコットランド王国で生まれた幼児カルヴィンがイングランド王国領内の土地を取得できるかという訴訟が、財務府会議室裁判所に持ち込まれた。
イングランド王国は土地所有権の主体をイングランド王国の臣民に限っていたので、スコットランド王国領内で生まれたカルヴィンがイングランド王国の臣民であるかという点が争点となった。もしカルヴィンがイングランド王国の臣民であれば、カルヴィンはイングランド王国の土地を所有することができる。逆にカルヴィンがイングランド王国の臣民でなければ、カルヴィンはイングランド王国の土地を所有することができない。

## 判決
1608年、財務府会議室裁判所は、カルヴィンはイングランド王国の臣民であり、イングランドの土地所有権の主体になりうると判じた。
財務府会議室裁判所がそのように判断した理由は、臣民の地位は（個人と国家の関係でなく）個人と国王の関係により発生すると考えたことによる。裁判所は、カルヴィンがスコットランド王国に生まれたことで、スコットランド国王ジェームズ6世に忠誠を誓う義務と保護を求める権利を帯びており、スコットランド国王ジェームズ6世の臣民となったと判断した。そして、この人的な契約関係は領域的な限界を越えてイングランド王国においても適用され、スコットランド国王ジェームズ6世と同一人物であるイングランド国王ジェームズ1世に忠誠を誓う義務と保護を求める権利を得たという結論に達した。
この判決は、同君連合成立後にスコットランド王国領内で生まれた者が、イングランド王国でも臣民として扱われることを示したのみならず、それまで封建的な慣習として明文なく行われてきた国籍生地主義を追認したものとして名高く、国籍生地主義を取る英米法諸国でしばしば持ち出される判例となった。